# Elisabete Oliveira
Elisabete Regina Baptista de Oliveira (São Paulo, 27 de noviembre de 1962-São Paulo, 5 de enero de 2019) fue una pedagoga, doctora en sociología de la educación y la principal investigadora sobre la asexualidad en Brasil.

## Formación académica
Elisabete Oliveira obtuvo su título de grado en Letras de la Universidad Sant'Anna en 1985, seguido de una licenciatura en Pedagogía de la Universidad de São Paulo en 2010.
Obtuvo una maestría en Educación de la Facultad de Educación de la USP en 2007, donde exploró las experiencias afectivas, sexuales y reproductivas de mujeres jóvenes de estratos populares en São Paulo. Más tarde, en 2014, completó su doctorado en educación en la misma universidad, centrando su tesis en el estudio de la asexualidad y las vivencias de personas asexuales.

## Experiencia profesional
Durante algunos años, viviendo en Japón, trabajó como profesora, traductora e intérprete de inglés y portugués. Desde 2002, ha desarrollado labores de investigación educativa y formación docente en las áreas de juventud, sexualidad, relaciones de género, diversidad sexual y derechos humanos, trabajando con organizaciones no gubernamentales, institutos de investigación y organismos gubernamentales. La investigación de maestría, defendida en 2007, trata sobre las trayectorias afectivas, sexuales y reproductivas de mujeres jóvenes de estratos populares en la ciudad de São Paulo. En 2010, comenzó una investigación doctoral sobre asexualidad, la sexualidad de las personas que no están interesadas en la actividad sexual, en la que estudia las trayectorias de los individuos que se identifican como asexuales.
Elisabete también fue coautora del libro Minorías sexuales: derechos y prejuicios —coordinado por Tereza Rodrigues Vieira—, en el que escribió un capítulo sobre personas asexuales llamado Asexualidad y medicalización en los medios televisivos norteamericanos, publicado el 5 de junio de 2012, en Librería Cultura.

## Repercusión y medios
Debido a la creciente visibilidad que la asexualidad ha ido ganando, Elisabete terminó consolidándose como una de las investigadoras pioneras en el tema en Brasil, siendo invitada a discutir sobre la asexualidad en programas de televisión e internet. Una de sus apariciones en televisión fue en RedeTV!, siendo entrevistada por Amaury Júnior en su programa, emitido el 14 de junio de 2012.
Fue invitada a abordar el tema en el programa Gabi casi Proibida, conducido por Marília Gabriela, transmitido el 17 de julio de 2013.
Concedió una entrevista en el programa Placer de Saber a la psicóloga y sexóloga Rose Villela, emitida el 5 de noviembre de 2013.
Fue entrevistada por la sexóloga Lelah Monteiro en Just TV, cuya entrevista fue transmitida el 3 de febrero de 2014, en vivo por internet.
En 2015, Elisabete fue entrevistada por la revista Época y por la UNIVESP en TV Cultura, hablando de su tesis doctoral Mi vida como ameba.